# 美索不達米亞神話

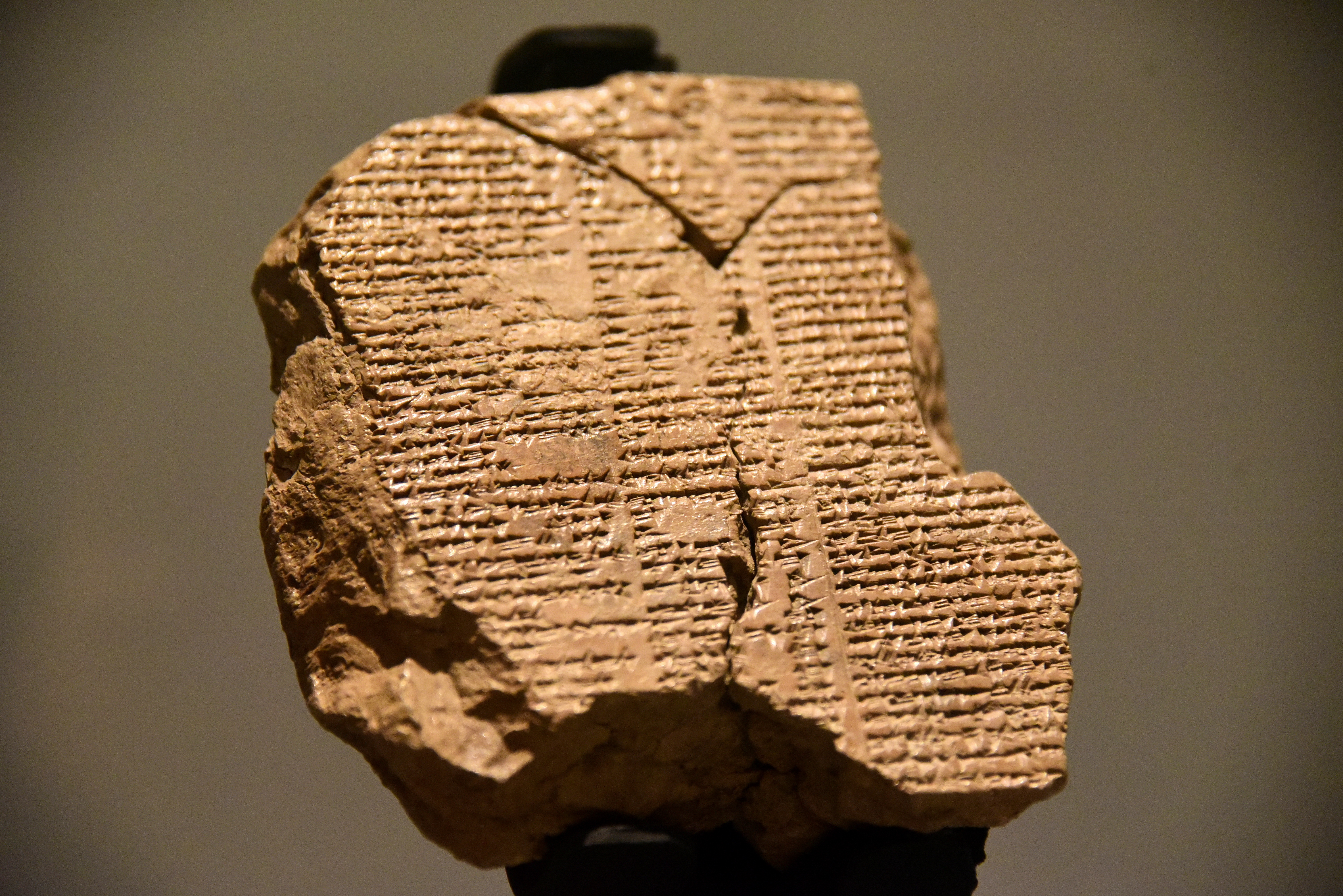
古巴比倫時期的《吉爾伽美什史詩》第五泥板（約公元前2003-1595年），被視為現存最古老的著名文學作品

美索不達米亞神話是指源自古代美索不達米亞地區的神話、宗教經典及其他文學作品。該地區位於西亞的歷史地區，屬於底格里斯河-幼發拉底河流域，即現今伊拉克所在。特別是在蘇美、阿卡德帝國和亞述等社會中流傳的神話，這些文明約於公元前3000年後興起，至公元400年左右式微。這些作品主要刻寫於石板或泥板上，由抄寫員以楔形文字記錄。部分長篇神話歷經侵蝕與時間考驗得以保存，其中一些被認為是世界上最古老的故事，為歷史學家提供了理解美索不達米亞意識形態與宇宙觀的窗口。

## 創世神話
美索不達米亞地區流傳著多種不同的創世敘事。這是由於該地區多元文化並存，加上古代文化依賴口耳相傳導致敘事變異所致。這些神話可能共享相關主題，但事件年代順序會因記錄時間或地點而異。

## 阿特拉哈西斯
阿特拉哈西斯既指美索不達米亞地區以創世為主題的神話，也是該神話的主角。該神話可能源於亞述，曾在亞述巴尼拔圖書館發現殘缺版本，但譯文尚不確定。最完整的版本以阿卡德語記錄。神話講述母神瑪米為減輕眾神工作負擔，用黏土、血肉和被殺神靈的血液創造人類。後來神恩利爾試圖通過饑荒、乾旱和大洪水等方式控制人口增長。人類在恩基神警告下由阿特拉哈西斯建造方舟逃過洪水，最終以獻祭平息眾神怒火。

## 埃利都創世紀
埃利都創世紀與阿卡德神話阿特拉哈西斯情節相似，但因記錄泥板嚴重損毀而難以辨識完整內容。兩者皆以大洪水為核心事件，但埃利都版本中的倖存英雄名為濟烏蘇拉而非阿特拉哈西斯。雖然兩者記錄年代相近，但埃利都創世紀泥板碎片出土於今伊拉克東部的尼普爾，而同期阿特拉哈西斯版本則發現於伊拉克北部的亞述巴尼拔圖書館。

## 埃努瑪·埃利什
埃努瑪·埃利什是巴比倫創世神話，確切創作年代不明，可能追溯至青銅時代。這部作品被認為是在巴比倫新年慶典儀式中誦讀，記述眾神誕生、世界形成及人類被創造來侍奉眾神的過程。敘事重點在讚頌巴比倫守護神馬爾杜克，他創造了世界、曆法和人類。

## 英雄史詩
這類故事通常聚焦於偉大英雄，講述他們經歷考驗或生命中重要事件的旅程。類似故事可見於全球多種文化，常能反映該社會的價值觀。例如在推崇虔誠敬神或孝順父親英雄的文化中，可推知該社會重視這些特質。

## 《吉爾伽美什史詩》
《吉爾伽美什史詩》是著名的美索不達米亞神話，常被視為現存最古老的文學作品。最初由多個獨立短篇故事組成，直到公元前18世紀才整合為一部連貫史詩。故事講述蘇美國王吉爾伽美什（通常被認為是歷史人物）與其好友恩基杜的冒險旅程，最終導致恩基杜死亡。後半部描述吉爾伽美什因好友之死及自身必死命運而恐懼，開始追尋永生。雖然失敗，但他最終接受死亡必然性，以更睿智的姿態回到烏魯克城。

## 阿達帕神話
阿達帕神話最早記錄可追溯至公元前18世紀。阿達帕是蘇美公民，受恩基神賜予無上智慧。某日南風將阿達帕吹落海中，盛怒之下他折斷南風翅膀使其無法吹拂。阿達帕被傳喚至安面前受審，行前恩基警告他勿飲食任何供品。然而當安發現阿達帕的非凡智慧後改變心意，賜他永生之食，但忠於恩基的阿達帕拒絕了。此故事解釋人類必死性，常與基督教人類墮落敘事相提並論。

## 共同主題
永生是美索不達米亞史詩中角色不變的追求。無論故事版本為何，洪水倖存者——無論是阿特拉哈西斯、濟烏蘇拉或烏特納皮什提姆——都獲眾神賜予永生。這個角色後來在《吉爾伽美什史詩》中再次出現，當吉爾伽美什聽聞好友恩基杜描述死後世界而恐懼死亡時，便尋找這位永生者：
當我進入塵土之屋，
舉目所見盡是堆積的王冠，
側耳傾聽皆是冠冕持有者，
他們曾是這片土地的統治者，
如今卻侍奉安與恩利爾，
烹煮肉食，端上甜點，從皮囊中傾倒涼水。
得知生前地位在冥界毫無意義後，吉爾伽美什驚恐地尋找烏特納皮什提姆。阿達帕神話也觸及永生主題，他因忠誠而意外拒絕眾神賜予的永生之食，成為解釋人類必死性的由來。
美索不達米亞神話另一常見主題是人類存在的目的就是侍奉眾神。所有創世神話中，眾神創造人類只為協助農作或獻祭。當人類數量過多、過於喧鬧或造成困擾時，眾神便以瘟疫、乾旱和最著名的大洪水控制人口。這種對人類生命的漠視，強化了美索不達米亞意識中人類絕對服從神意的階級觀念。

## 文獻來源
現代對美索不達米亞神話的理解，主要來自西亞考古發掘出土的大量石板與泥板，其中許多記載著神話內容。同一神話在該地區不同地點發現的版本存在差異，雖保持核心主題與敘事，但細節多有出入。這些版本以不同語言書寫，包括阿卡德語、蘇美語和古巴比倫語，且常經轉譯而產生更多不一致，這是翻譯本質使然。

## 外部連結
- 维基共享资源上的相關多媒體資源：美索不達米亞神話